# Songcheon-dong, Jeonju
Songcheon-dong (koreanska: 송천동) är en stadsdel i staden Jeonju i provinsen Norra Jeolla, i den centrala delen av Sydkorea, 190 km söder om huvudstaden Seoul. Den ligger i stadsdistriktet Deokjin-gu.

## Indelning
Administrativt är Songcheon-dong indelat i:
| Namn    | Namn                 | Yta km² | Invånare 31 dec 2020 |
| ------- | -------------------- | ------- | -------------------- |
| 송천1동 | Songcheon 1(il)-dong | 4,80    | 61 212               |
| 송천2동 | Songcheon 2(i)-dong  | 12,17   | 26 894               |